# جایگزین‌های خون
یک جایگزین خون یا خون مصنوعی ماده‌ای است که برای تقلید و انجام برخی از عملکردهای خون استفاده می‌شود. هدف آن ارائهٔ جایگزینی برای انتقال خون است که عبارت است از انتقال خون یا فراورده‌های خونی از یک فرد به فرد دیگر. تاکنون، هیچ جایگزین کاملاً پذیرفته‌شده‌ای برای خون حامل اکسیژن وجود ندارد. حمل اکسیژن، هدف معمول گلبول‌های قرمز خون است. با این‌حال، سرم‌های غیر خونی به‌طور گسترده‌ای برای مواردی که فقط ترمیم حجم مورد نیاز است در دسترس هستند. این موارد به پزشکان و جراحان کمک می‌کند تا از خطرات انتقال بیماری و سرکوب سیستم ایمنی اجتناب کنند، به کمبود مزمن اهداکنندگان خون رسیدگی کنند، و نگرانی‌های شاهدان یهوه و دیگرانی را که مخالفت مذهبی با دریافت خون تزریقی دارند، برطرف کنند.
دسته‌های اصلی جایگزین‌های خون «حامل اکسیژن» که در حال پیگیری هستند، حامل‌های اکسیژن مبتنی بر هموگلوبین (HBOC) و امولسیون‌های پرفلوئوروکربن هستند. داروهای اکسیژن‌درمانی، اکنون در حال آزمایش‌های بالینی در ایالات متحده و اروپا هستند و Hemopure در آفریقای جنوبی موجود است.

## تاریخچه
پس از کشف مسیرهای خونی توسط ویلیام هاروی در سال ۱۶۱۶، بسیاری از افراد سعی کردند از مایعاتی مانند آبجو، ادرار، شیر و خون جانوران به‌عنوان جایگزین خون انسان استفاده کنند. کریستوفر رن شراب و تریاک را به‌عنوان جایگزین خون پیشنهاد کرد.
در آغاز قرن بیستم، توسعهٔ پزشکیِ انتقال خون مدرن، که از طریق کار لندشتاینر و نویسندگان همکار آغاز شد، امکان درک اصل کلی سرولوژی گروه خونی را فراهم کرد. به‌طور همزمان، پیشرفت قابل توجهی در زمینه‌های فیزیولوژی قلب و گردش خون و همچنین در درک مکانیسم انتقال اکسیژن و اکسیژن‌رسانی بافت به‌دست آمد.
محدودیت در پزشکیِ انتقال خون، به‌ویژه در شرایط فاجعه‌ای مانند جنگ جهانی دوم، زمینه را برای تسریع پژوهش‌ها در زمینهٔ جایگزین‌های خون فراهم کرد. تلاش‌های اولیه و خوش‌بینی در ساخت جایگزین‌های خون خیلی سریع با عوارض جانبی قابل توجهی مواجه شد که به‌دلیل سطح دانش و فناوری موجود در آن زمان، نمی‌شد آن‌ها را به‌سرعت برطرف کرد. ظهور اچ‌آی‌وی در دههٔ ۱۹۸۰ انگیزهٔ جدیدی را برای توسعهٔ جایگزین‌های ایمن خون ایجاد کرد. نگرانی عمومی در مورد ایمنی عرضهٔ خون به‌دلیل بیماری جنون گاوی بیشتر شد. کاهش مستمر اهدای خون همراه با افزایش تقاضا برای انتقال خون (افزایش پیری جمعیت، افزایش بروز مداخلات تهاجمی تشخیصی، شیمی‌درمانی و جراحی گسترده، حملات تروریستی، درگیری‌های نظامی بین‌المللی) و برآورد مثبت سرمایه‌گذاران در شاخهٔ زیست‌فناوری باعث ایجاد محیطی مثبت برای توسعهٔ بیشتر جایگزین‌های خون شد.

## رویکردها
تلاش‌ها بر روی مولکول‌هایی متمرکز شده‌است که می‌توانند اکسیژن را حمل کنند، و بیشتر کارها بر روی هموگلوبین نوترکیب، که معمولاً اکسیژن را حمل می‌کند، و پرفلوئوروکربن‌ها (PFC)، ترکیبات شیمیایی که می‌توانند اکسیژن را حمل و آزاد کنند، متمرکز شده‌اند.
نخستین جایگزین تأیید شدهٔ خون حامل اکسیژن، یک محصول مبتنی بر پرفلوئوروکربن به نام "Fluosol-DA-20" بود که توسط گرین کراس ژاپن تولید شد. این محصول در سال ۱۹۸۹ توسط سازمان غذا و داروی آمریکا تأیید شد اما به‌دلیل موفقیت محدود، پیچیدگی استفاده و عوارض جانبی، در سال ۱۹۹۴ لغو شد. با این‌حال، Fluosol-DA تنها داروی اکسیژن‌درمانی است که به‌طور کامل توسط سازمان غذا و داروی آمریکا تأیید شده‌است. تا سال ۲۰۱۷ هیچ محصول مبتنی بر هموگلوبین تأیید نشده‌است.

### سلول‌های بنیادی
سلول‌های بنیادی وسیله‌ای ممکن برای تولید خون قابل انتقال هستند. مطالعه‌ای که توسط Giarratana و همکاران انجام شد، تولید ex-vivo در مقیاس بزرگ سلول‌های خونی بالغ انسان را با استفاده از سلول‌های بنیادی خونساز توصیف می‌کند. سلول‌های کشت‌شده دارای محتوای هموگلوبین و مورفولوژی یکسانی با گلبول‌های قرمز خون بودند. نویسندگان ادعا می‌کنند که این سلول‌ها در مقایسه با گلبول‌های قرمز طبیعی، عمری تقریباً طبیعی داشتند.